# Cantón de Saint-Aulaye
El cantón de Saint-Aulaye era una división administrativa francesa, que estaba situada en el departamento de Dordoña y la región de Aquitania.

## Composición
El cantón estaba formado por doce comunas:
- Chenaud
- Festalemps
- La Jemaye
- La Roche-Chalais
- Parcoul
- Ponteyraud
- Puymangou
- Saint-Antoine-Cumond
- Saint-Aulaye
- Saint-Privat-des-Prés
- Saint-Vincent-Jalmoutiers
- Servanches

## Supresión del cantón de Saint-Aulaye
En aplicación del Decreto n.º 2014-218 de 21 de febrero de 2014, el cantón de Saint-Aulaye fue suprimido el 22 de marzo de 2015 y sus 12 comunas pasaron a formar parte; diez del nuevo cantón de Montpon-Ménésterol y dos del nuevo cantón de Ribérac.